# Lange Gasse 13 (Quedlinburg)

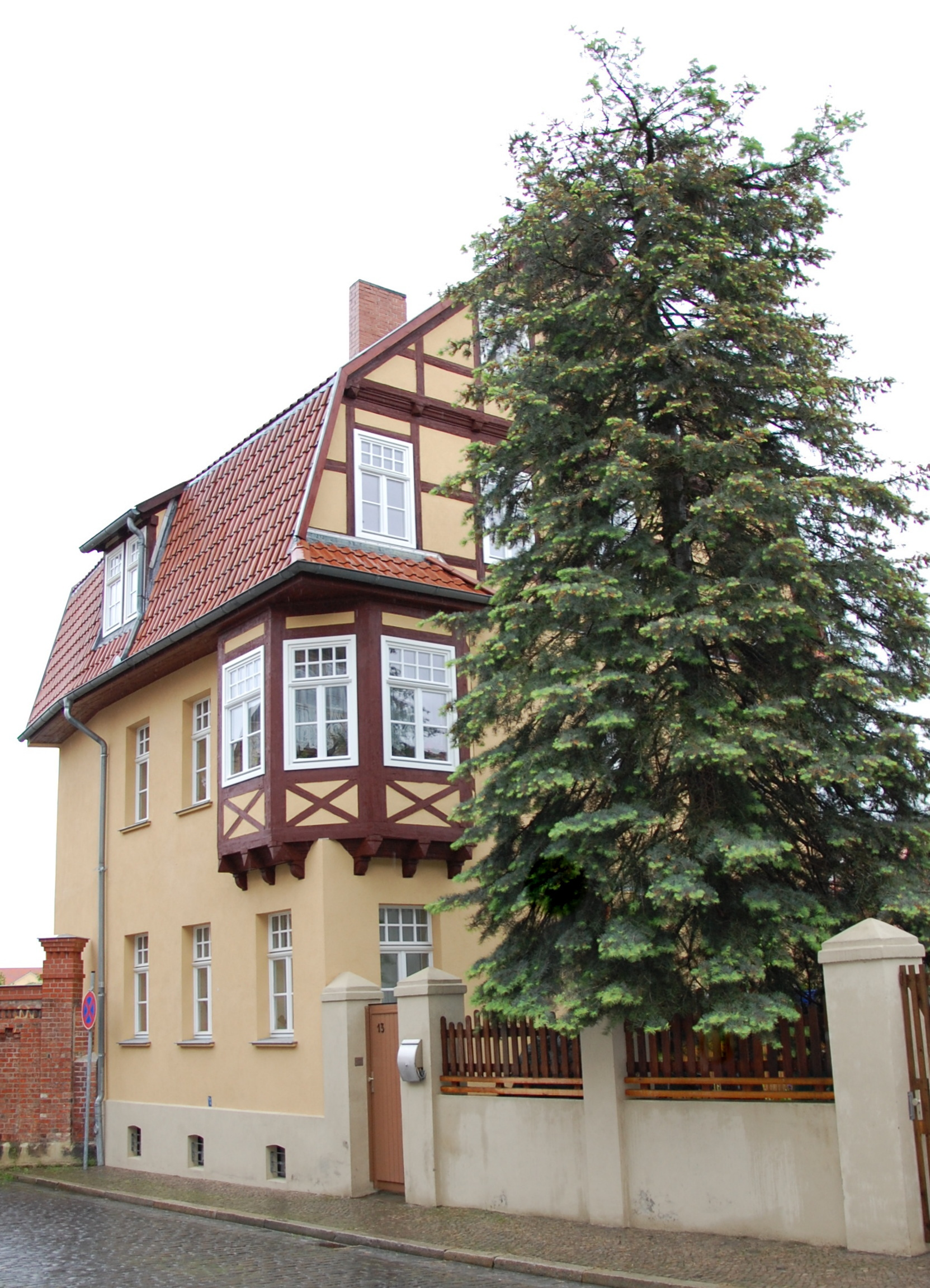
Haus Lange Gasse 13

Das Haus Lange Gasse 13 ist ein denkmalgeschütztes Gebäude in Quedlinburg in Sachsen-Anhalt.

## Lage
Das im Quedlinburger Denkmalverzeichnis als Wohnhaus eingetragene Gebäude befindet sich im östlichen Teil des Quedlinburger Stadtteils Westendorf.

## Architektur und Geschichte
Der zweigeschossige verputzte Bau entstand in der Zeit um 1900. Bedeckt ist das Gebäude von einem hohen Mansarddach. Die an Ost- und Westseite befindlichen Giebel sind in Fachwerkbauweise errichtet und stellen so eine Fortsetzung der Fachwerktradition Quedlinburgs dar. An der Nordwestecke des Hauses besteht vor dem Obergeschoss ein polygonaler Erker. 